# Pfarrkirche Gosau

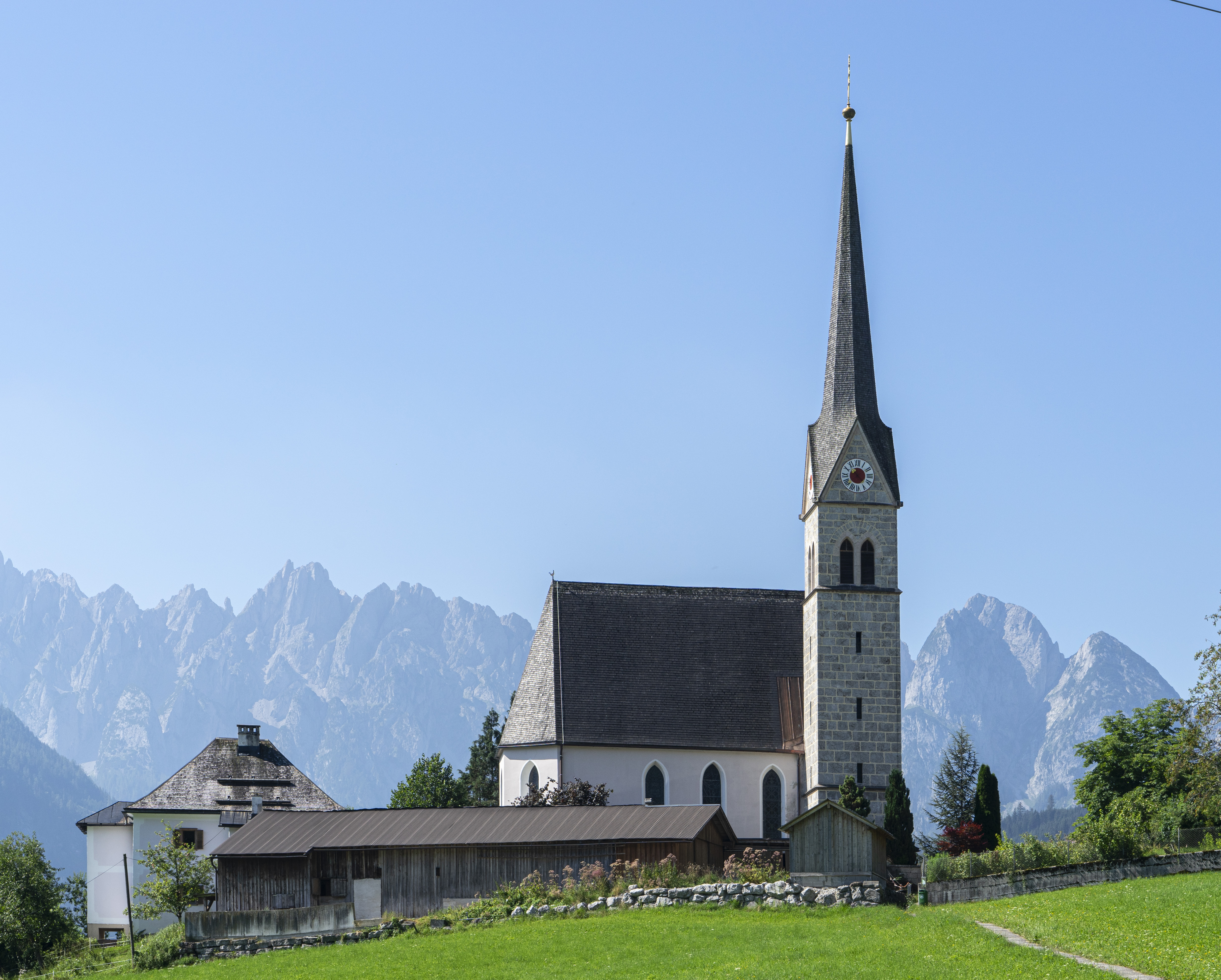
Pfarrkirche Gosau

Die römisch-katholische Pfarrkirche Gosau steht im Ortskern der Gemeinde Gosau im Bezirk Gmunden in Oberösterreich. Sie ist dem heiligen Sebastian geweiht und gehört zum Seelsorgeraum Bad Goisern im Dekanat Bad Ischl. Die Kirche steht unter Denkmalschutz (Listeneintrag).

## Geschichte
Schon um das Jahr 1231 stand im Ortsteil „Kirchschlag“ eine hölzerne Kapelle, die zur Mutterpfarre Abtenau gehörte. Die heutige Pfarre Gosau wurde 1500 gegründet. Die heutige Kirche wurde in den Jahren 1500 bis 1507 neu errichtet.  Diese Sebastianskirche gehört neben dem Sebastiansaltar in der Pfarrkirche Hallstatt zu den ältesten Nachweisen des Sebastianskults in Österreich.
Der Turm wurde in den Jahren 1864 bis 1865 gebaut, das Langschiff und der Chor 1874 verlängert.

## Kirchenbau

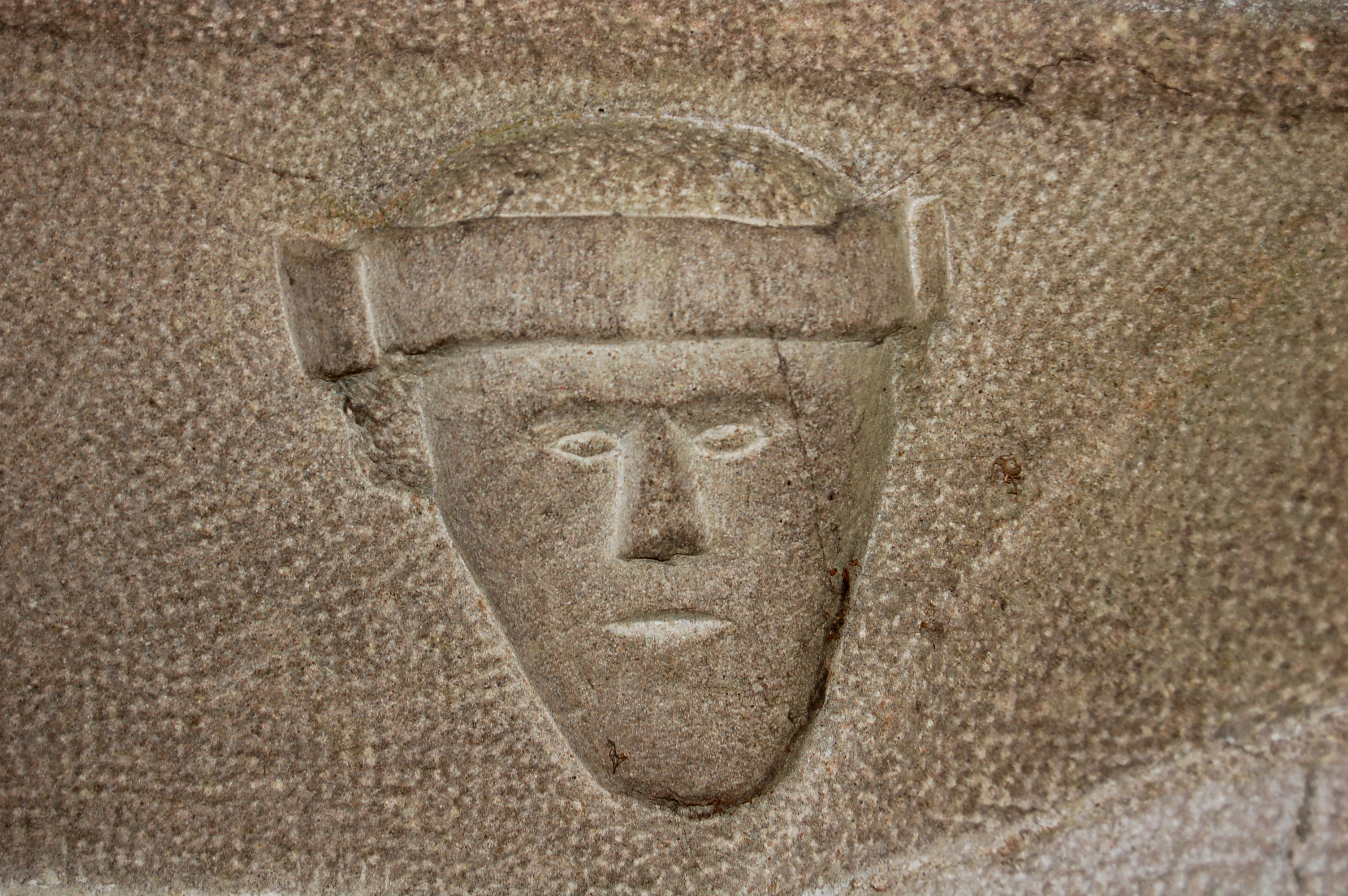
Reliefkopf am Portal

Das Langhaus ist einschiffig und vierjochig. Der Chor wird durch einen 5/8-Schluss abgeschlossen. Über Langhaus und Chor ist ein gotisierendes Netzrippengewölbe. Der Nordturm hat einen aufgesetzten Spitzhelm.
Das gotische Westportal wird durch drei primitive plastische Köpfe verziert.

## Ausstattung
Die Ausstattung ist großteils neugotisch. Auf dem barocken Hochaltar steht eine barocke Figur des heiligen Sebastians aus dem zweiten Viertel des 18. Jahrhunderts.